# Бейбарис
Бейбари́с (каз. Бейбарыс) — село у складі Махамбетського району Атирауської області Казахстану. Адміністративний центр Бейбариського сільського округу.
У радянські часи село називалось Чкалово.
Населення — 2553 особи (2021; 2429 у 2009, 2151 у 1999, 1837 у 1989).